# Івансола
Івансо́ла (рос. Ивансола, марій. Йывансола) — присілок у складі Куженерського району Марій Ел, Росія. Входить до складу Юледурського сільського поселення.

## Населення
Населення — 195 осіб (2010; 208 у 2002).
Національний склад (станом на 2002 рік):
- марійці — 99 %